# Sixtyfive Cadillac
Sixtyfive Cadillac – High Energy Soul Show (w skrócie: 65 Cadillac) jest 10-osobowym zespołem muzycznym grającym Rhythm and blues pochodzącym z Walsrode, Dolna Saksonia (Niemcy).

## Historia
Sixtyfive Cadillac istnieje od 1990 roku. Ich pierwszy występ miał miejsce 25 sierpnia 1990 w klubie „Welcome“ w Hützel koło Soltau. Dorobek zespołu to ponad 600 koncertów w Niemczech, Luksemburgu i w Polsce oraz liczne gościnne występy w radio i telewizji.

Logo

## Obecny skład zespołu
- Heiko Ebeling, Walsrode: śpiew, harmonijka ustna
- Malte Kadel, Walsrode: śpiew
- Shan Gao, Shenyang, Chiny: saksofon altowy, flet
- Dirk Riedstra, Hilversum, Holandia: saksofon tenorowy
- Georg Weisbrodt, Ruppertsberg: puzon
- Tom Schmeichel, Schwedt/Oder: trąbka
- Andreas Petalas, Drama, Grecja: gitara elektryczna, śpiew
- Rolf Mäusbacher, Kolonia: gitara elektryczna, śpiew
- Damian Galinski, Tczew, Polska: instrumenty klawiszowe
- Lukasz Pamin, Hanower: perkusja
- Walter Kohn, Walsrode: gitara basowa

## Dyskografia

### Albumy studyjne
- „Sixtyfive Cadillac“, Like It Is Records, LII 098001 (1998)
- „2“, Like It Is Records, LII 002001 (2002)
- „Five Songs“, Like It Is Records, LII 012001 (2012)

### Sampler
- „10 Jahre Blues-Matinee Garbsen“ (1 Track), 2009

## Galeria

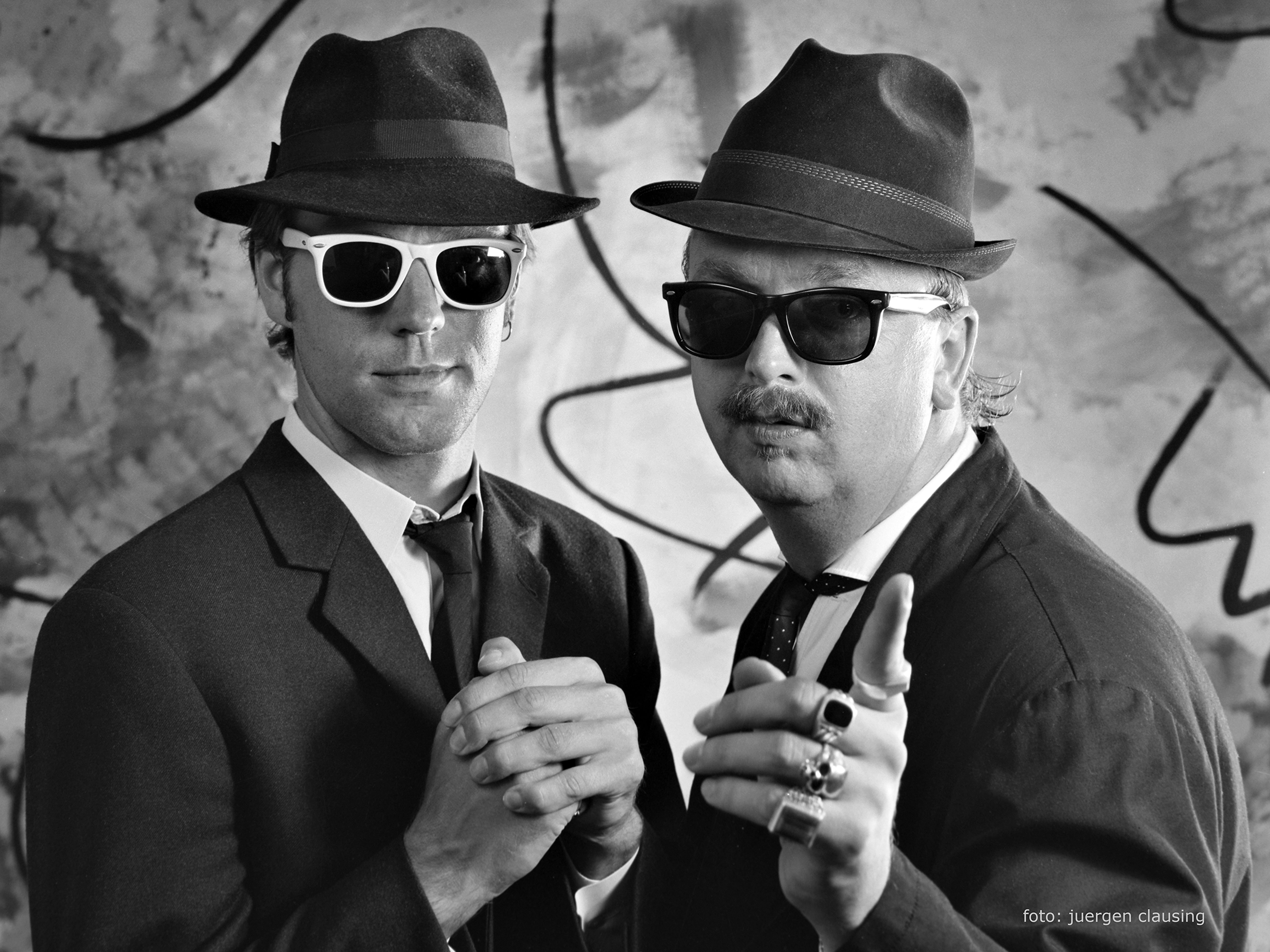
1990
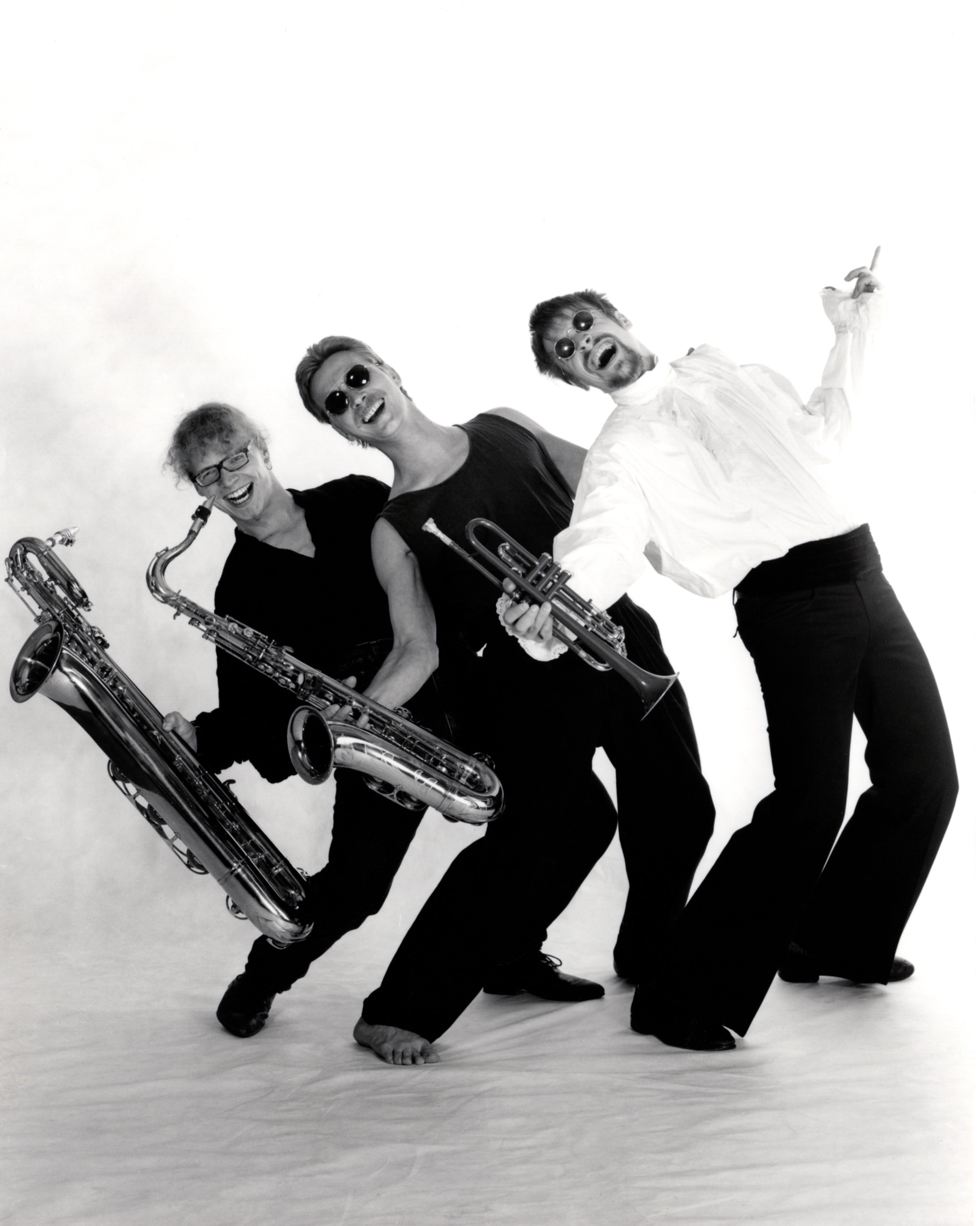
1994
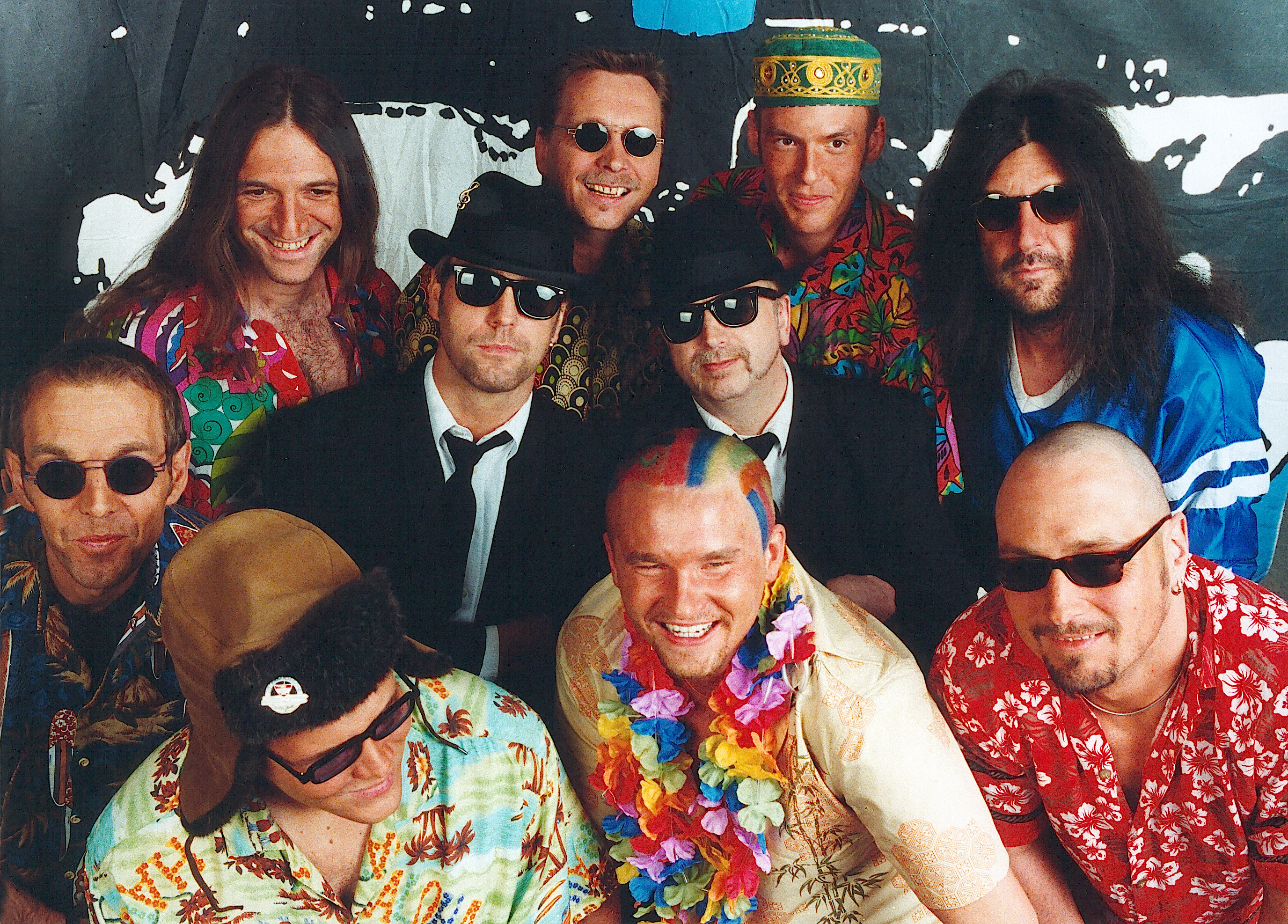
2001
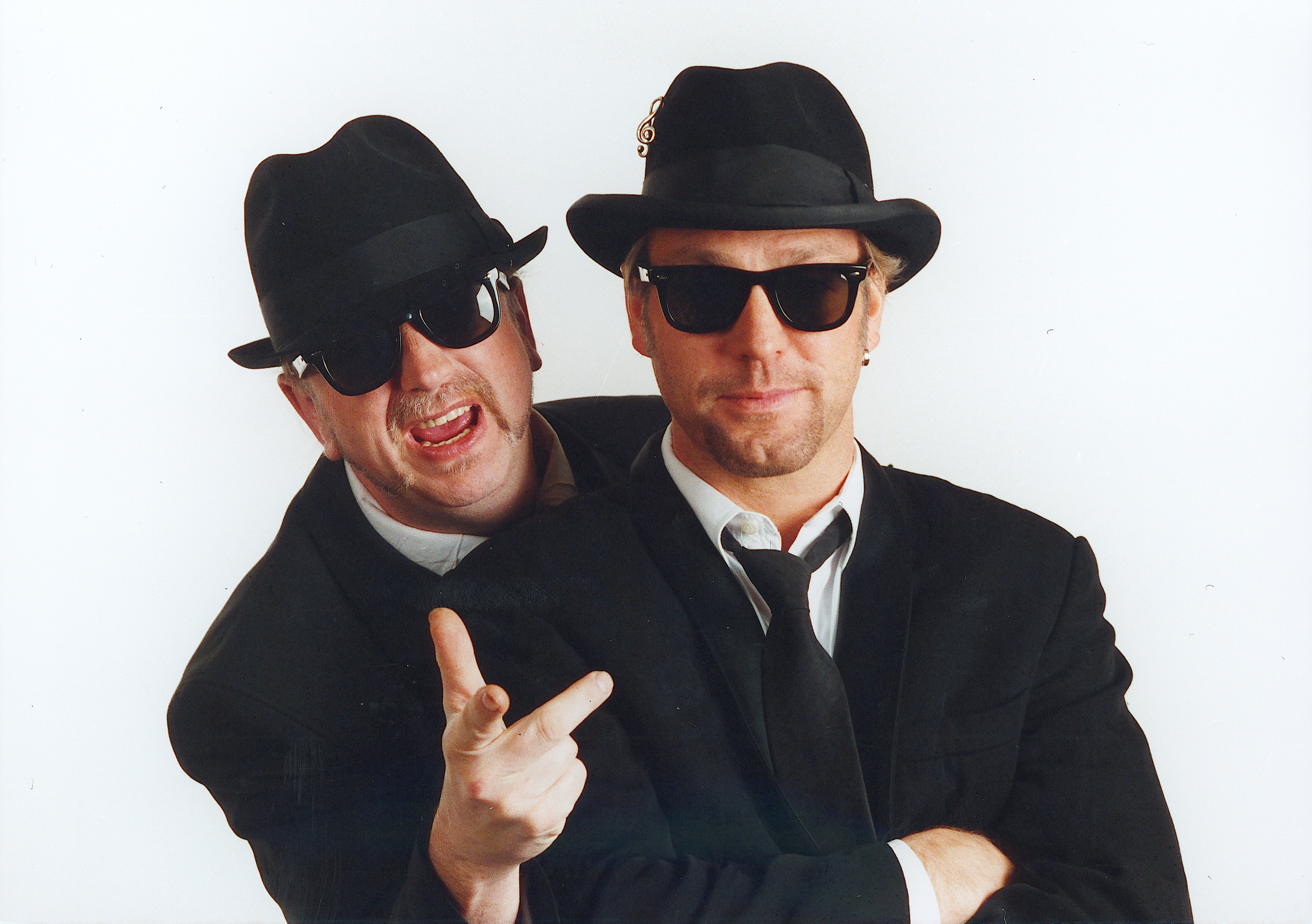
2001
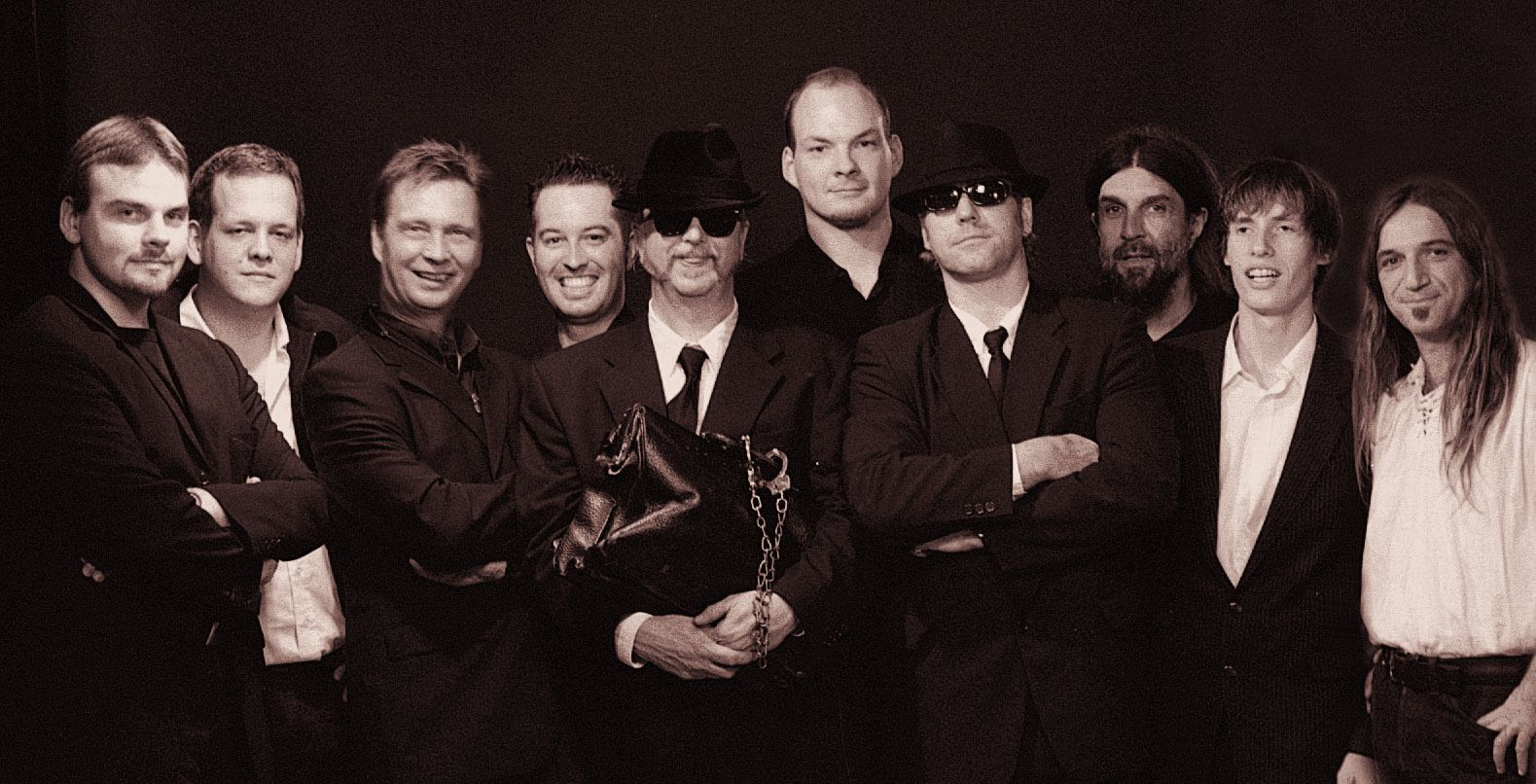
2004
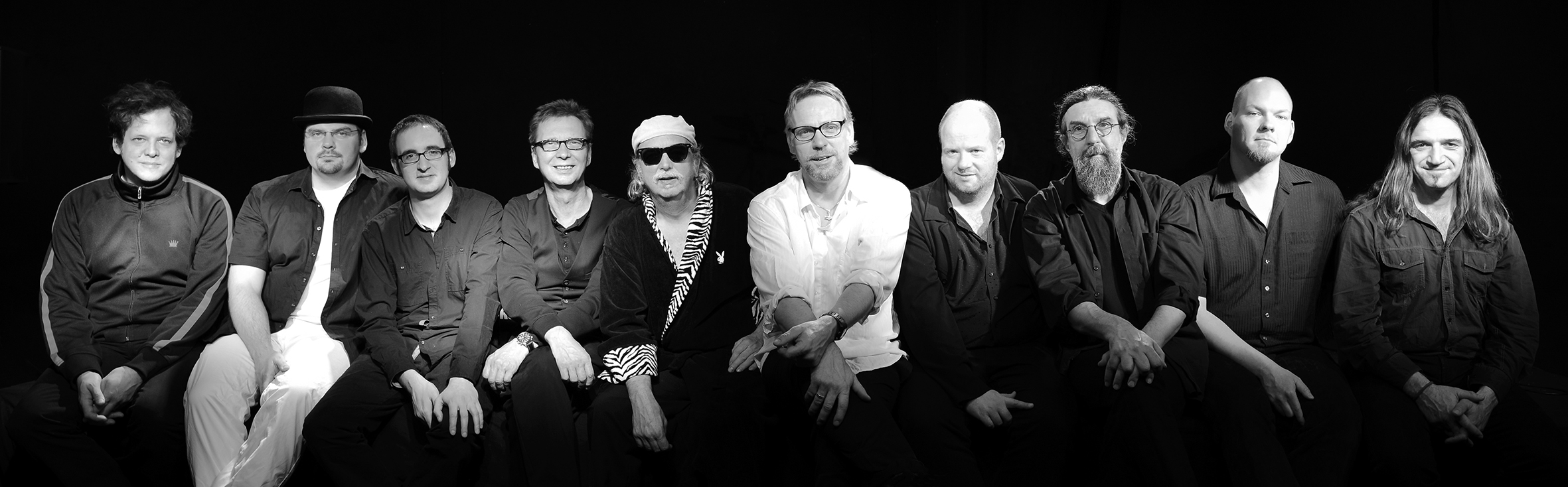
2013
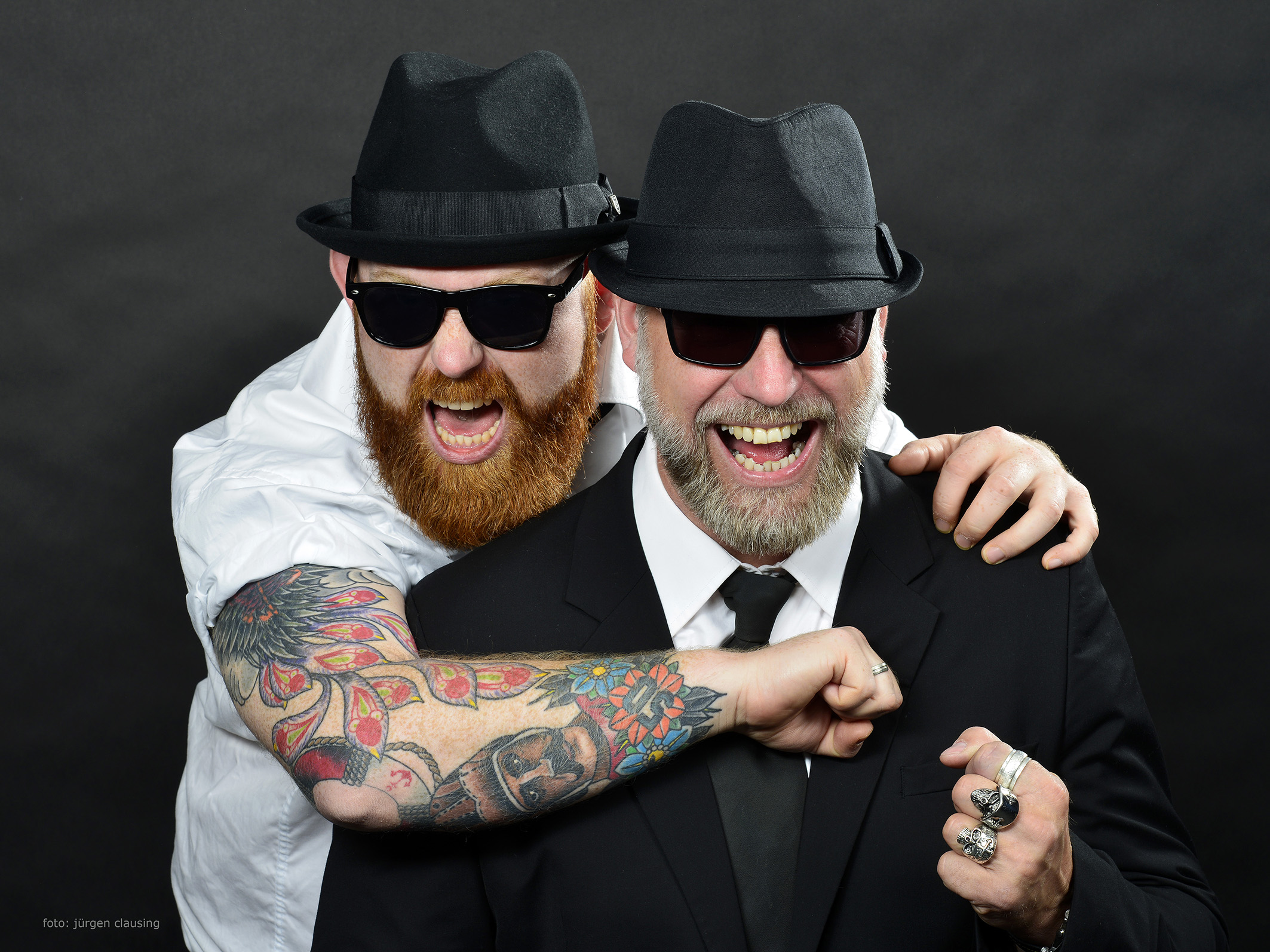
2015
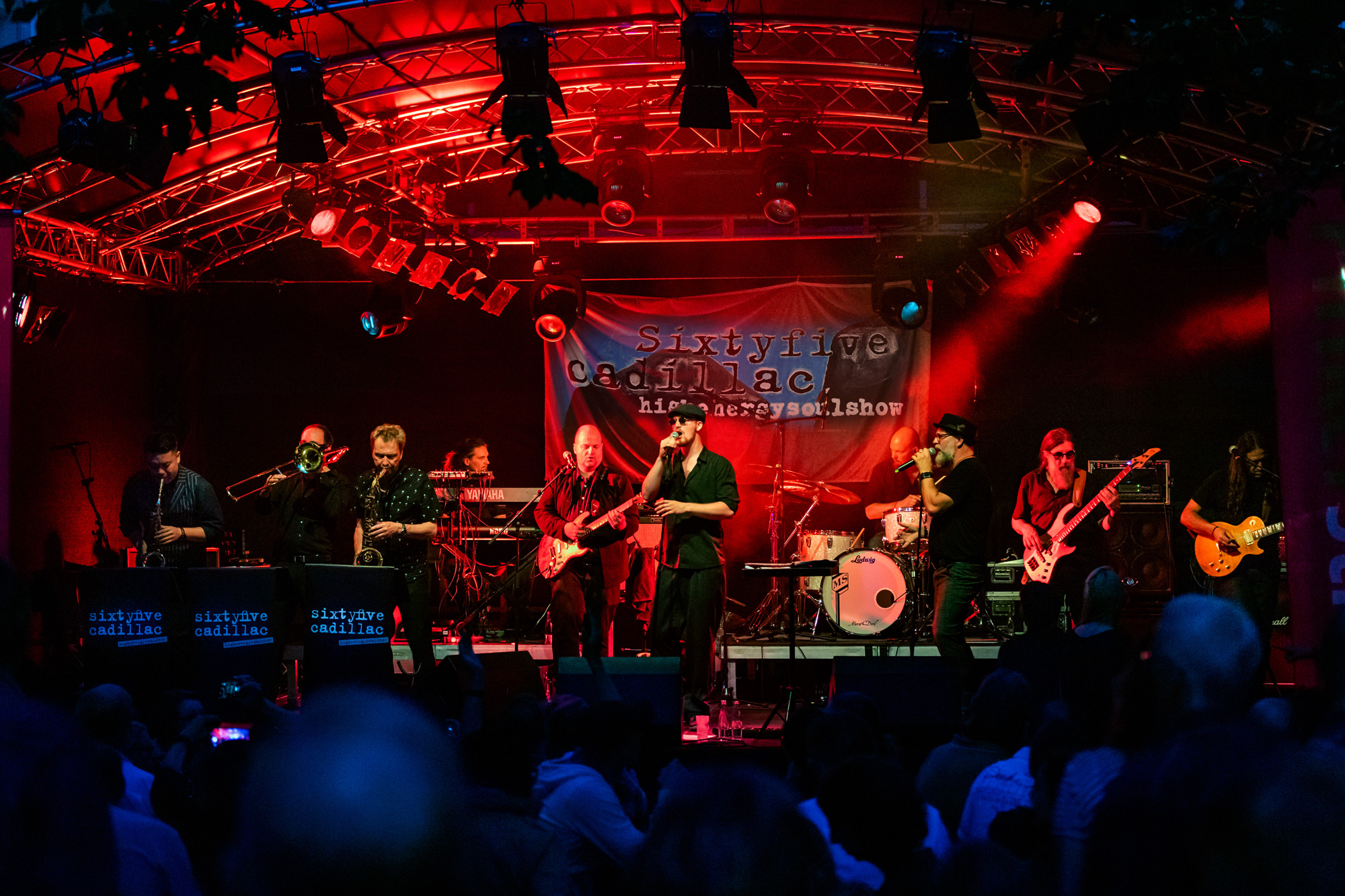
2019
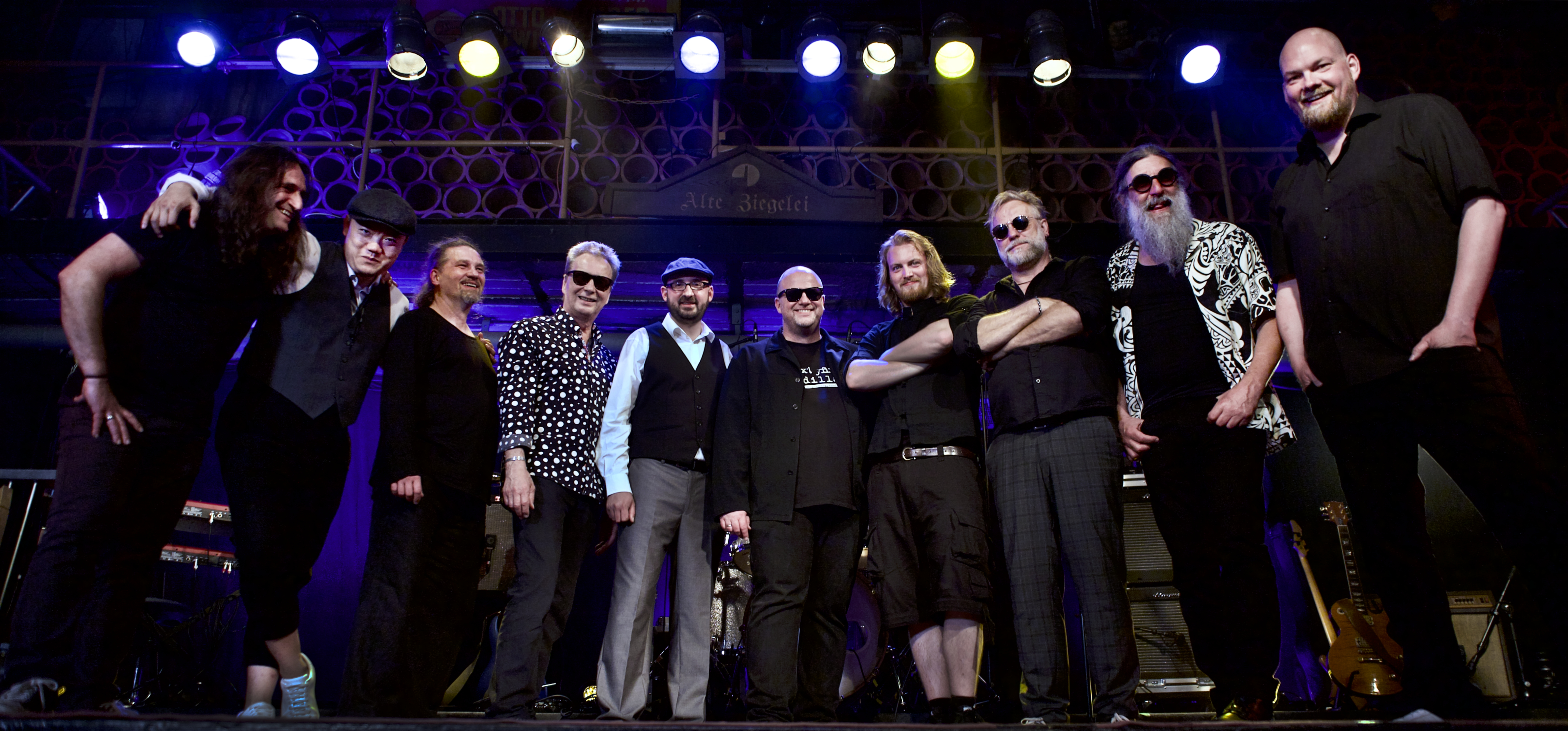
2021